# Bandar Kedung Mulyo (plaats)
Bandar Kedung Mulyo is een bestuurslaag in het regentschap Jombang van de provincie Oost-Java, Indonesië. Bandar Kedung Mulyo telt 4460 inwoners (volkstelling 2010).